# 交渉人 (映画)
『交渉人』（こうしょうにん、原題: The Negotiator）は、1998年に製作されたアメリカ映画。ワーナー・ブラザース作品である。
殺人及び横領の罪を着せられた人質交渉人が無実を訴えるべく人質犯として立て籠もり、自ら指名したもう一人の人質交渉人との間で交わされる丁々発止の駆け引き、そして真実が徐々に明らかになって行く様子を、大掛かりなアクション・シーンを交え、サスペンス・タッチで描いている。

## あらすじ
シカゴ警察東分署の刑事、ダニー・ローマンは凄腕の交渉人。ある晩、彼は相棒のネイサン・ローニックから、署内の人間が警察年金基金を横領している事実を聞かされる。その中には内務調査局長のテレンス・ニーバウムの名前もあった。別れた直後、ネイサンは殺害され、後日、ダニーの自宅から横領に関わる証拠が発見され、ネイサン殺害と横領の罪で逮捕されてしまう。
自分を罠にかけた人間がニーバウムと察したダニーは司法取引の一日の猶予を使い、身の潔白を証明するため、内務調査局へ向かい、彼を人質に籠城を開始する。そして交渉人として西分署随一のクリス・セイビアンを指名する。現場へと到着したクリスは、手の内を読まれ手出しのできない東分署の人間に変わり、先陣を切ってダニーとの交渉にあたる。
一進一退の攻防の中でダニーは汚職の全貌を掴みかけるが、要のニーバウムを殺害されてしまう。一方、クリスもまた、ダニーの言動や自身の意向を無視して、強硬手段に出る東分署の姿勢から、彼の無実を確信し始める。
そんな中、汚職に関する決定的な証拠を掴んだダニーはクリスの助力を経て、包囲網を突破し、ニーバウムの自宅へと向かう。やがてそこにある意外な人物が黒幕として姿を現す・・・。

## 登場人物
ダニー・ローマン
演 - サミュエル・L・ジャクソン
シカゴ警察東分署の刑事で交渉人。ヒーローとうたわれるほどの人気を誇っていたが陰謀により罪を着せられる。
クリス・セイビアン
演 - ケヴィン・スペイシー
実力行使を使わず、55時間、犯人と話し続けたという経歴を持つ、西分署の交渉人。同僚から裏切られたダニーに、当事件の交渉人として指名される。妻と一人娘がいる。
アダム・ベック
演 - デヴィッド・モース
SWAT隊長。
グラント・フロスト
演 - ロン・リフキン
警官。ダニーの同僚。
アル・トラヴィス
演 - ジョン・スペンサー
シカゴ警察の署長。
テレンス・ニーバウム
演 - J・T・ウォルシュ
内務調査局長。
マギー
演 - シオバン・ファロン
ニーバウムの助手。
カレン・ローマン
演 - レジーナ・テイラー
ダニーの妻。
ネイサン・ローニック
演 - ポール・ギルフォイル
ダニーの相棒で家族ぐるみの仲間。基金の委員でもある。警察内部の不正に気付いたことで殺害される。さらには世間には自分を殺したのがダニーだと利用される羽目にもなる。
ルディ・ティモンズ
演 - ポール・ジアマッティ
タレコミ屋。

## キャスト
| 役名                 | 俳優                                    | 日本語吹替                                                                | 日本語吹替   |
| 役名                 | 俳優                                    | ソフト版                                                                  | テレビ朝日版 |
| -------------------- | --------------------------------------- | ------------------------------------------------------------------------- | ------------ |
| ダニー・ローマン     | サミュエル・L・ジャクソン               | 手塚秀彰                                                                  | 江原正士     |
| クリス・セイビアン   | ケヴィン・スペイシー                    | 家中宏                                                                    | 大塚芳忠     |
| アダム・ベック       | デヴィッド・モース                      | 菅原正志                                                                  | 佐々木勝彦   |
| グラント・フロスト   | ロン・リフキン                          | 峰恵研                                                                    | 石森達幸     |
| アル・トラヴィス署長 | ジョン・スペンサー                      | 木下秀雄                                                                  | 小島敏彦     |
| テレンス・ニーバウム | J・T・ウォルシュ                        | 稲葉実                                                                    | 池田勝       |
| マギー               | シオバン・ファロン                      | 安達忍                                                                    | 宮寺智子     |
| ルディ・ティモンズ   | ポール・ジアマッティ                    | 岩崎ひろし                                                                | 後藤哲夫     |
| カレン・ローマン     | レジーナ・テイラー                      | 沢海陽子                                                                  | 福田如子     |
| ネイサン・ローニック | ポール・ギルフォイル （クレジットなし） | 石波義人                                                                  | 西村知道     |
| マーカス             | ブルース・ビーティ                      |                                                                           | 田尻ひろゆき |
| パラーモ             | マイケル・カドリッツ                    | 乃村健次                                                                  | 谷昌樹       |
| イーグル             | カルロス・ゴメス                        |                                                                           | 楠大典       |
| アージェント         | ティム・ケルハー                        |                                                                           | 小室正幸     |
| スコット             | ディーン・ノリス                        | 田原アルノ                                                                | 木村雅史     |
| ヘルマン             | ネスター・セラーノ                      |                                                                           | 青山穣       |
| トンレイ             | ダグ・スピヌッザ                        |                                                                           | 岩崎ひろし   |
| ファーリー           | スティーブン・リー                      | 北川勝博                                                                  | 塩屋浩三     |
| オマー               | トム・バウアー （クレジットなし）       |                                                                           | 千田光男     |
| グレイ               | ブラッド・ブレイズデル                  | 田原アルノ                                                                | 辻親八       |
| モラン               | ブルース・ライト                        |                                                                           | 田原アルノ   |
| ケイル               | ロバート・デヴィッド・ホール            | 小山武宏                                                                  | 石井隆夫     |
| リンダ               | ロンダ・ドットソン                      |                                                                           | 佐藤しのぶ   |
| レポーター           |                                         |                                                                           | 樫井笙人     |
| オマーの娘           | リリー・ギブソン                        |                                                                           | 斎藤恵理     |
| その他               | N/A                                     | 水内清光 服部幸子 松尾まつお 吉田孝 樫井笙人 川中子雅人 小形満 佐藤美智子 | -            |
|                      |                                         |                                                                           |              |
| 演出                 |                                         | 加藤敏                                                                    | 伊達康将     |
| 翻訳                 |                                         | 杉田朋子                                                                  | 武満真樹     |
| 編集                 |                                         | オムニバス・ジャパン                                                      |              |
| 調整                 |                                         | 高久孝雄                                                                  | 金谷和美     |
| 効果                 |                                         |                                                                           | リレーション |
| プロデューサー       |                                         | 尾谷アイコ (ワーナー･ホーム･ビデオ)                                       |              |
| 制作                 |                                         | ワーナー・ホーム・ビデオ 東北新社                                         | 東北新社     |

- ソフト版：VHS・DVD・BD収録
- テレビ朝日版：初回放送2001年12月2日『日曜洋画劇場』※35周年特別企画（21:00-23:24）

## スタッフ
- 監督：F・ゲイリー・グレイ
- 製作：デヴィッド･ホッバーマン、アーノン・ミルチャン
- 脚本：ジェームズ・デモナコ
- 撮影：ケヴィン・フォックス、ラッセル・カーペンター
- 音楽：グレーム・レベール
- 美術：ホルガー・グロス
- 編集：クリスチャン・ワグナー

## 制作
- 映画公開の数か月前に亡くなっ たJ・T・ウォルシュに捧げられた[3]。